# 龙华镇 (屏山县)
龙华镇，是中华人民共和国四川省宜宾市屏山县下辖的一个乡镇级行政单位。2019年8月，撤销龙溪乡，将其所属行政区域划归龙华镇管辖。

## 行政区划
龙华镇下辖以下地区：
汇龙社区、会河村、中心村、五桐村、旭光村、稻田村、银厂村、新农村、打鱼社区村、竹林村、大坳村、铜厂村、复兴村、炭石村、早稻村、劳动村、小龙村、中埂村和鱼孔村、八一村、四合村、新胜村、人民村、改换村、翻身村、大兴村、幸福村、民和村和农民村。